# Phil Wilde
Phil Wilde, geboren als Filip De Wilde, (Antwerpen, 6 april 1967) is een Belgische house- en technoproducent en dj. Hij is samen met Jean-Paul De Coster de oprichter van 2 Unlimited.
Al van jongs af ging Phil naar de muziekschool, waar hij piano leerde. Zijn interesse breidde zich uit tot popmuziek van The Beatles en The Police tot Queen. Van de laatste groep is hij tot op vandaag nog altijd fan. In de jaren 80 begon Wilde's professionele dj-carrière in de TOP-studio in Gent. Samen met Tom Miro werd een eerste opname gemaakt onder de naam UNIFORM. De eerste singles werden opgenomen met Patrick De Meyer onder de naam T99. 
Het eerste succes als producer kwam in 1989, met de single Laat je gaan van Petra & Co. Die single resulteerde in een eerste gouden plaat en een nr. 1 plaats in de hitlijsten. Later leerde hij Jean-Paul De Coster kennen waarmee hij samen een remix maakte voor Bizznizz. Samen met De Coster richtte hij 2 Unlimited op, met als prominente artiesten het Nederlandse duo Ray Slijngaard en Anita Doth. De eerste single was Get ready for this. In 1993 scoorde 2 Unlimited een wereldhit met No Limit, en in 1995 won Phil Wilde een ZAMU Award.  
Phil werkte verder nog mee aan :
- Send me an angel (CB Milton)
- It’s a loving thing (CB Milton)
- Ain’t nothing to it (Def Dames Dope)
- Won't you  show me the way (The Oh!) 1999
- Got to be  free (The Oh!) 1999
- De Kabouterdans (Kabouter Plop) 2000
- Burning (K-otic) 2001
- Scream for more (Kate Ryan) 2001
- UR my love (Kate Ryan) 2001
- Desenchantée (Kate Ryan) 2001 (nr. 1 in België, nr. 9 in Europese Unie)
- Risin' (Natalia) 2004
- I promise myself (remix) (Nick Kamen) 2004
- It’s a loving thing (Michael Brun vocal mix edit) (CB Milton) 2010
- Can't Help Myself (Matt Blue)  2011
- Take Me To Your Rhythm (with Anita Doth) 2018